# Xenofrea pseudomurina
Xenofrea pseudomurina là một loài bọ cánh cứng trong họ Cerambycidae.